# Stanisław Kuleszyński
Stanisław Kuleszyński (ur. 1891, zm. 1919 w Mińsku) – zecer, działacz robotniczy.
Był działaczem PPS-Lewica, po opuszczeniu kraju kontynuował działalność socjalistyczną w Rosji. Przebywał tam również podczas Rewolucji Październikowej. Działał w środowiskach rewolucyjnych w Mińsku, działalność ta stała się nielegalna, po wkroczeniu wojsk polskich w czasie wojny polsko-bolszewickiej, w 1919 r. Został zatrzymany i osadzony przez tymczasowe władze polskie w więzieniu. Podczas przesłuchań był torturowany, zmarł w wyniku odniesionych obrażeń pod koniec 1919.